# Isidoro di Siviglia
Isidoro di Siviglia (in latino Isidorus Hispalensis; Cartagena, 560 circa – Siviglia, 4 aprile 636) è stato un teologo, scrittore e arcivescovo spagnolo, nonché una delle figure più rilevanti di tutta la cultura medievale. Dottore della Chiesa, è venerato come santo dalla Chiesa cattolica.

## Biografia

### Testimonianze dei contemporanei
Sebbene abbia ricoperto un ruolo centrale nelle vicende a lui contemporanee, ispirando e dirigendo importanti concili e collaborando da vicino con i re di Toledo, e sebbene abbia goduto di grande fama in virtù della sua vastissima erudizione e del suo impegno nella diffusione della cultura, nessuno dei suoi contemporanei lo ha onorato di una biografia. La prima testimonianza che possediamo su di lui è una notizia redatta da un diacono di nome Redempto, che descrisse in forma di epistola e con tratti agiografici piuttosto marcati i suoi ultimi momenti di vita. Il racconto si serve dei motivi tradizionali delle descrizioni delle morti edificanti, mettendo in luce la preoccupazione del morente per la propria vita spirituale, l’apprensione per il suo ruolo educativo e sociale, e l’importanza della penitenza e della preghiera.
Una seconda testimonianza giunge dal discepolo più fedele di Isidoro, Braulione di Saragozza, autore della Renotatio librorum domini Isidori, un elenco delle opere isidoriane utile oggi per stabilirne la cronologia. Scrive Braulione su Isidoro: “Isidoro, uomo eccellente, vescovo della Chiesa di Spagna, successore e fratello del vescovo Leandro, fu attivo al tempo dell’imperatore Maurizio e del re Reccaredo […]. Fu un uomo ben formato in ogni genere di locuzione, in grado di adattare bene il suo linguaggio sia agli illetterati sia ai dotti, illustre per un’eloquenza incomparabile”. Simili informazioni sono riportate nel De viris illustribus di Ildefonso di Toledo: “Isidoro di Siviglia ebbe il seggio episcopale della provincia della Betica dopo il fratello Leandro. Uomo illustre tanto per virtù quanto per ingegno, eccelse per la sua eloquenza, caratterizzata da un’intensità fluente e abbondante, così piacevole che la stupefacente ricchezza delle sue parole suscitava un tale stupore in coloro che lo ascoltavano da impedire a chi le avesse sentite di ricordarle, se non ripetute più volte. […] Fu attivo ai tempi dei re Reccaredo, Liuva, Viterico, Gundemaro, Sisebuto, Suintila e Sisenando, e ricoprì per circa quarant’anni la carica di pontefice, mantenendo l’insigne gloria e dignità della santa dottrina”.

### Il periodo precedente all'episcopato
Tutte le informazioni cronologicamente vicine all’autore riguardano il periodo successivo al 601, anno in cui Isidoro subentrò al fratello primogenito, Leandro, nella sede metropolitana di Siviglia. Del periodo precedente all’episcopato si conoscono soltanto dettagli sfumati, deducibili soprattutto da riferimenti compiuti da Leandro all’interno dei suoi scritti: la sua famiglia, di nobile estrazione ispano-romana e di religione cattolica, fu espulsa da Cartagena, dove dimorava, ad opera dei comandanti goti, probabilmente perché accusata, come molti nobili e latifondisti dell’epoca, di complicità con i nemici bizantini. Il padre Severiano, allora, insieme alla moglie, di cui non si conosce il nome, e ai tre figli Leandro, Fulgenzio (poi vescovo di Astigì) e Fiorentina (poi monaca), riparò nella Betica, e scelse Siviglia dove, intorno al 560, nacque Isidoro. I genitori morirono precocemente, a breve distanza l’uno dall’altro, e Isidoro fu cresciuto ed educato da Leandro, come mostra l’epilogo del De institutione virginum et contemptu mundi, indirizzato da Leandro alla sorella Fiorentina: “Da ultimo ti chiedo, mia carissima sorella, di ricordarmi nelle tue preghiere, e di non dimenticare il nostro fratellino Isidoro; come quando i nostri genitori lo lasciarono sotto la protezione di Dio e dei suoi tre fratelli viventi, tranquilli e incuranti della sua infanzia, riposarono nel Signore; come io lo considero davvero come un figlio, e non antepongo all’affetto che gli devo nessuna occupazione terrena, e mi dedico totalmente all’amore per lui, così tu amalo e prega Gesù per lui […]”. Leandro, esiliato dal re ariano Leovigildo per aver contribuito alla conversione al cattolicesimo del principe Ermenegildo, intorno al 580-582 si recò a Costantinopoli, dove conobbe il futuro Gregorio Magno. Tornato a Siviglia nel 586 dopo la morte di Leovigildo, operò per la conversione del figlio e successore Reccaredo: essa, ratificata ufficialmente nel III Concilio di Toledo del 589, coinvolse tutto il popolo visigoto.

### L'episcopato
Alla morte di Leandro subentrò Isidoro, che rimase in carica sino al 4 aprile 636. Da arcivescovo, Isidoro presiedette il secondo concilio provinciale di Siviglia (tenuto nel 619, in cui si trattò delle circoscrizioni ecclesiastiche e della disciplina dei sacramenti), il terzo concilio provinciale di Siviglia (nel 624, in cui si affrontò un conflitto con la sede vescovile di Astigì) e il quarto concilio nazionale di Toledo (avvenuto nel 633, in cui fu redatto un simbolo di fede che esprime con chiarezza la teologia trinitaria e cristologica di Isidoro).
Isidoro visse in un'epoca di essenziale trapasso ed ebbe il merito di interpretarla. Al suo tempo i Visigoti si erano ormai stabilmente assestati nella parte sud orientale della Spagna, e la loro convivenza con gli ispano-romani iniziava a procedere senza contrasti. Leovigildo (567-586), estendendo il suo dominio in Galizia e sconfiggendo i Franchi, aveva assicurato al regno una stabilità territoriale, ed il figlio, Reccaredo (586-601), aveva poi spinto per una pacificazione e unificazione sul versante religioso, con la già citata conversione del 587, accolta da Leandro con queste significative parole: “La casa che lottava, divisa, per la distruzione, si riunisce ora grazie alla pietra d’angolo, Cristo. […] Resta solo, a tutti noi che abbiamo costruito un unico regno, di presentarci davanti al Signore con le nostre preghiere, per chiedere la stabilità di questo regno terrestre e la felicità nel Regno dei Cieli”. Dopo la morte di Reccaredo salì al trono, Liuva (601-603), suo figlio e nipote di Leovigildo, ma senza elezione, e per questo il suo potere ebbe vita breve. Nel 603 il regno passò infatti nelle mani di Viterico (603-610), che combatté con scarso esito contro i Bizantini e si trovò coinvolto in contrasti con i Franchi. A lui seguì Gundemaro (610-612) che, come Reccaredo, governò con l’appoggio delle gerarchie ecclesiastiche, ma il sovrano che più di tutti collaborò con l’episcopato fu Sisebuto (612-621). Egli promosse vigorosamente la causa cattolica, costringendo con la violenza le comunità giudaiche alla conversione. Isidoro, sebbene fosse parimenti impegnato nella diffusione del cattolicesimo, disapprovò i suoi metodi repressivi, ritenendo che la fede dovesse essere proposta, non imposta. Il suo successore fu Suintila (621-631), definito da Isidoro come un sovrano affabile e saggio: egli si diede da fare per tutelare i gruppi sociali più oppressi e attaccò duramente la nobiltà e le gerarchie ecclesiastiche, guadagnandosi così la loro ostilità. L’ultimo sovrano di cui Isidoro poté vedere l’operato fu Sisenando (631-636), che al contrario di Suintila cercò l’appoggio degli alti ecclesiastici. Sotto il suo regno si tenne il già citato quarto concilio di Toledo, durante il quale egli intervenne personalmente chiedendo di “preservare i diritti della Chiesa e correggere gli errori commessi per negligenza […]”.

## Le opere

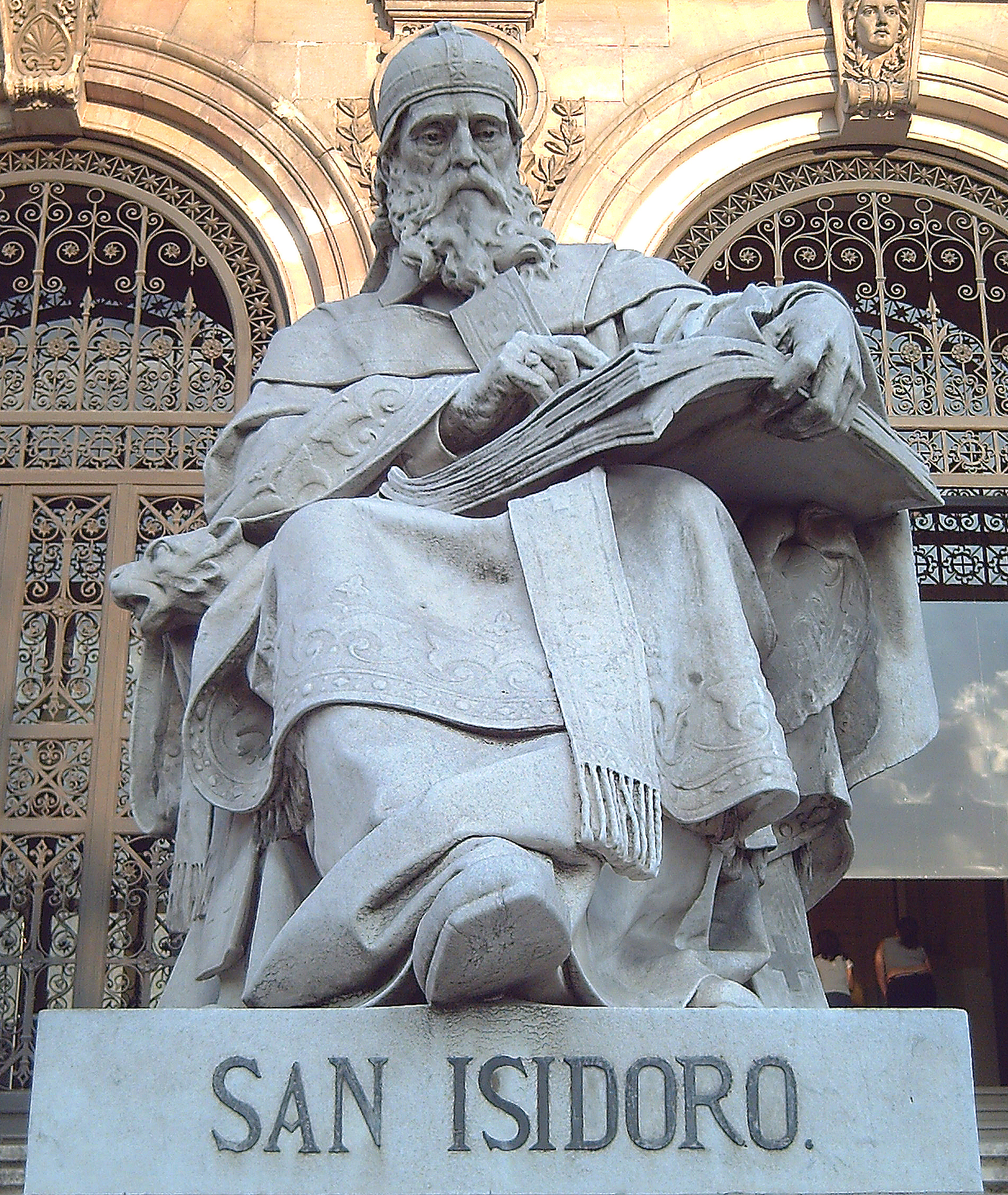
Statua di Isidoro di Siviglia a Madrid (1892), opera di J. Alcoverro.

### Introduzione alle opere
Arcivescovo molto alacre e apprezzato, Isidoro è divenuto noto ai posteri sia grazie al suo zelo episcopale, sia grazie alla sua incontenibile fertilità di scrittore. Una leggenda racconta che, quando era bambino, addormentatosi nel giardino di casa, sia stato circondato da uno sciame d’api, che ha depositato un nido proprio sulla sua bocca. Questo racconto ha un’importanza centrale nella considerazione dell’attività scrittoria di Isidoro: l’immagine delle api e del miele ha infatti sin dall’antichità classica una valenza simbolica, indica un legame privilegiato tra lo scrittore e le Muse e lascia presagire una florida fortuna compositiva.
La produzione di Isidoro è sempre legata a circostanze contingenti, risponde a necessità ed esigenze concrete dell’epoca: in quanto vescovo di una delle più antiche e prestigiose sedi peninsulari, egli è consapevole delle proprie responsabilità pastorali, e tenta di affrontare tutte le questioni più sentite. Tale attitudine è efficacemente descritta da Francesco Trisoglio: “fede e cultura si compenetrarono nel suo animo in un felicissimo rigoglio; si fecondarono a vicenda per innalzare lo spirito della società dalle bassure della volgarità e dell’ignoranza verso quelle zone nelle quali spazia l’intelletto umano. Spirito acutamente e tenacemente analitico di fronte alle singole cose, era anche aperto ad accoglierle nella loro totalità globale. Di ogni conoscenza provò vivo l’interesse, di tutte avvertì l’intrinseca nobiltà. Percepì che l’intelligenza è per sua natura chiamata a campi sempre nuovi […]”. Isidoro fu insomma un autore poliedrico, e ciò è testimoniato dalla sua produzione letteraria, varia e complessa:

#### Opere didascaliche
- Etymologiarum sive Originum libri XX;
- De differentiis;
- De natura rerum;
- De ordine creaturarum, di attribuzione dubbia[27];

#### Opere esegetiche
- Allegoriae Quaedam Sacrae Scripturae (De Nominibus Legis et Evangelii);
- De Ortu et Obitu Patrum;
- In libros veteris ac novi Testamenti proemia;
- Liber numerorum qui in sanctis scripturis occurrunt, di attribuzione dubbia;
- Quaestiones de veteris et novo Testamento Mysticorum expositiones sacramentorum seu Quaestiones in vetus Testamentum;
- Prologus in librum sedecim prophetarum, di attribuzione dubbia;
- Praefatio in Psalterium, di attribuzione dubbia;

#### Opere dogmatiche
- De fide catholica contra Iudaeos;
- Sententiarum libri III;
- Synonimorum de lamentatione animae peccatricis libri II;
- De trinitate, molto probabilmente un centone di alcune opere di Isidoro;
- Isaiae testimonia de Christo domino sive de nativitate, molto probabilmente un centone del De fide catholica contra Iudaeos;
- De haeresibus, di dubbia attribuzione;

#### Opere storiche
- Chronica;
- De viris illustribus (cui è stata aggiunta, in appendice, la Renotatio di Braulione, dunque la tradizione manoscritta delle due opere coincide);

#### Opere varie
- De ecclesiasticis officiis;
- Regula monachorum;
- Epistulae;
- Versus;

### Opere didascaliche

#### Etymologiarum sive Originum libri XX

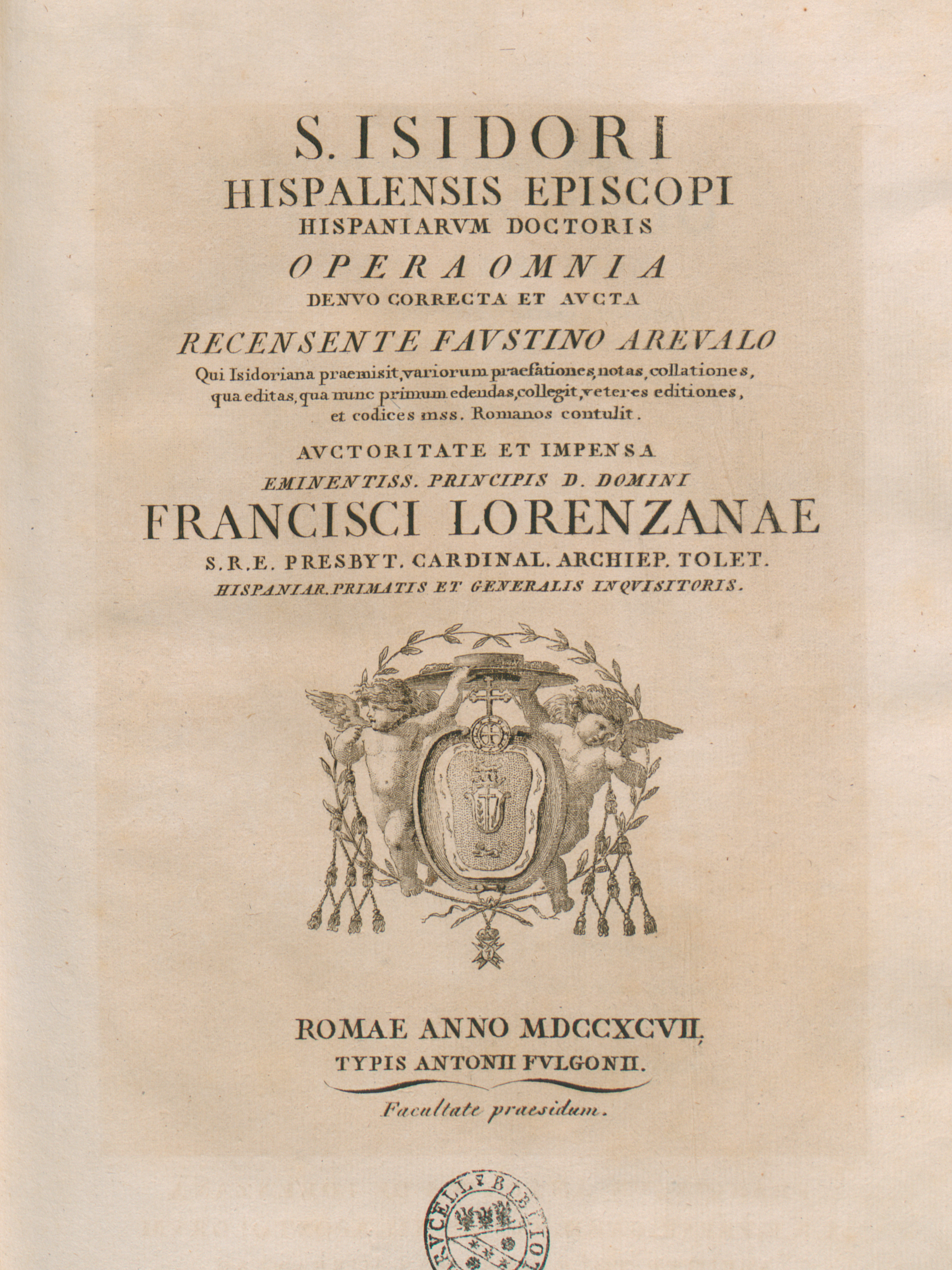
Isidori Hispalensis Opera Omnia, 1797.

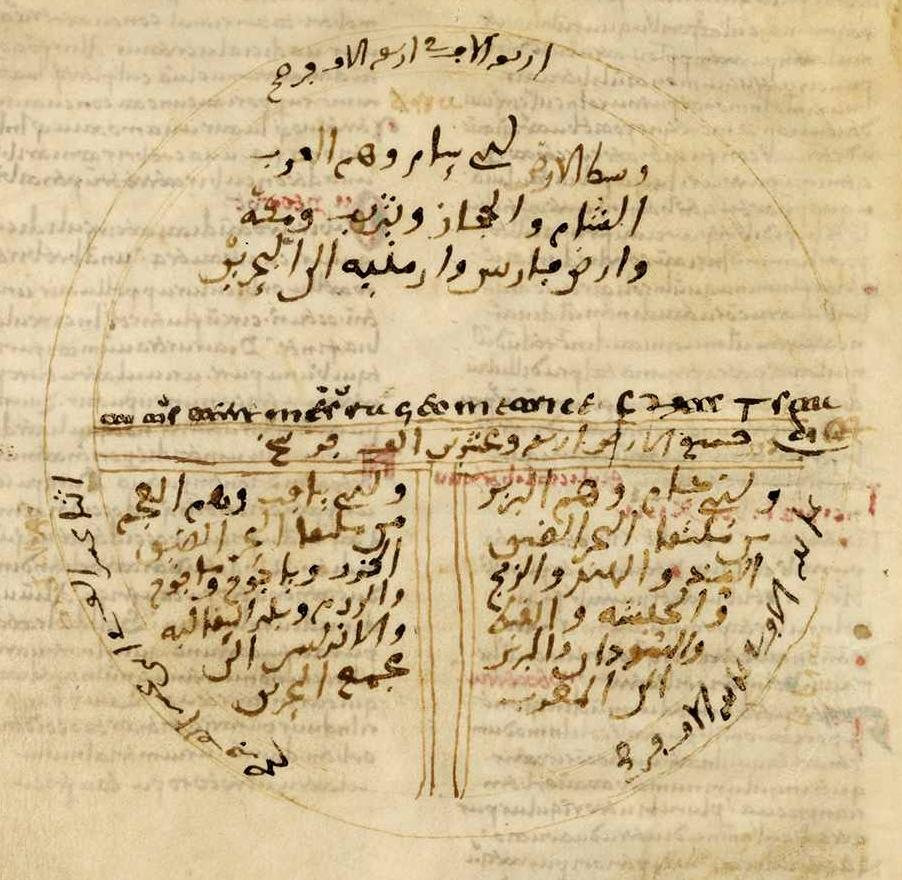
Copia in arabo del IX secolo delle Etymologiae nello schema T-O che costituisce un'antica diffusa rappresentazione grafica del mondo conosciuto (sopra la linea orizzontale della T l'Asia, a sinistra della linea verticale l'Europa Japhetica, a destra l'Africa Camitica).

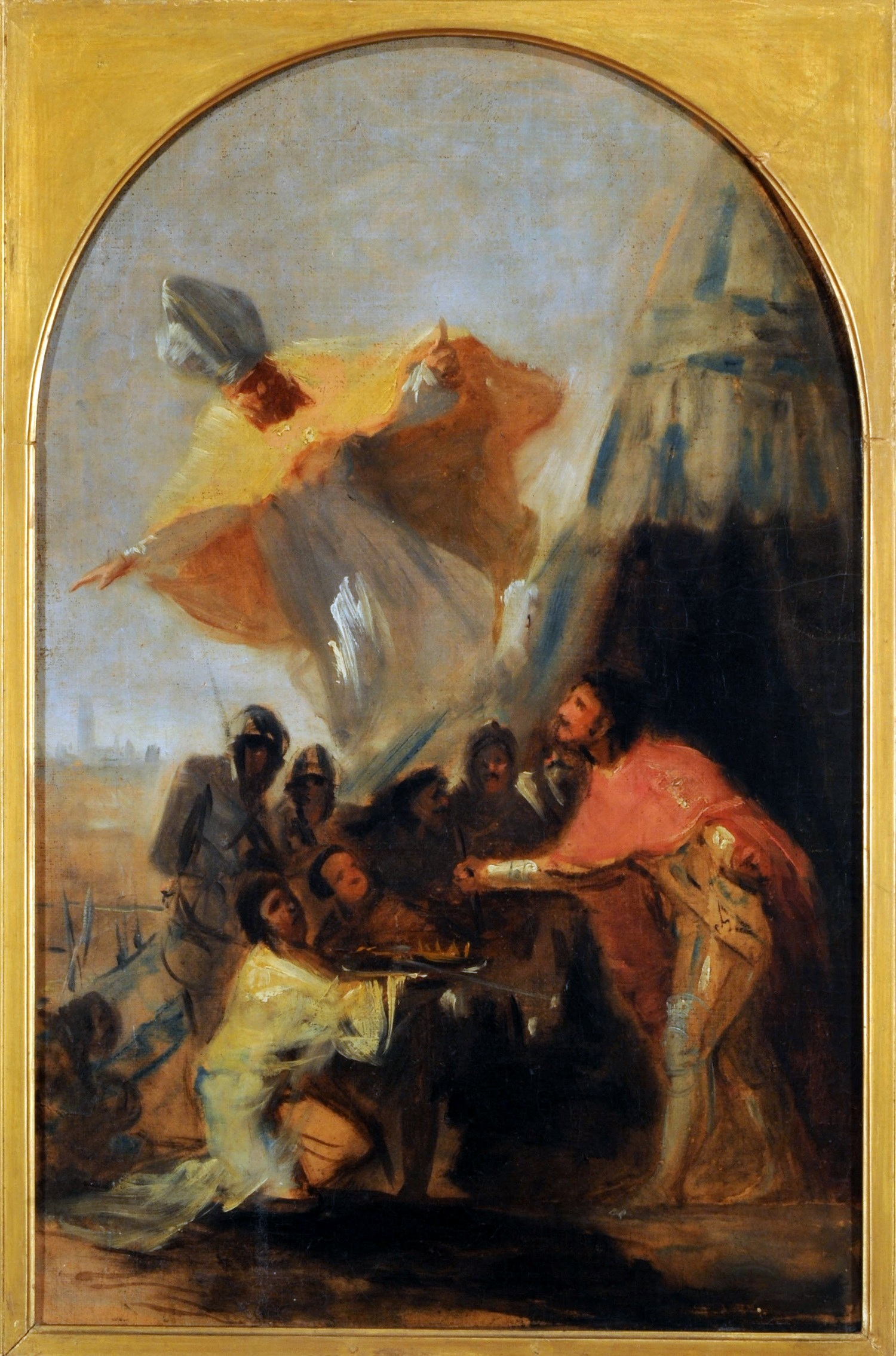
Francisco Goya, Apparizione di Sant'Isidoro al re Fernando III Il Santo, dinanzi alle mura di Siviglia, 1798~1800.

Suddivisa in venti libri, l’opera contiene un immenso elenco di termini che condensano lo scibile umano del tempo. Le Etimologie per gran parte del Medioevo, è stato il testo più utilizzato per fornire un'istruzione educativa e fu anche molto letto e conosciuto durante il Rinascimento. Grazie a questo testo, infatti, è stata resa possibile la conservazione e la trasmissione della cultura dell'antica Roma nella Spagna visigota. In effetti, l’etimologia, lo studio dell'origine delle parole, era ragguardevole aspetto dell'apprendimento medioevale: secondo il pensiero di Isidoro e di altri studiosi coevi, ogni parola cui si faccia ricorso per descrivere qualcosa spesso conterrebbe l’essenza della cosa stessa; ad esempio, per Isidoro, il vino (vinum) è così chiamato perché "rinfresca" le vene (venae) di nuovo sangue. Isidoro si serve insomma dell'arte dell'etimologizzare come strumento di comprensione del mondo intorno a lui, incoraggiando i lettori a fare lo stesso.    Carattere enciclopedico  Le Etymologiae sive Origines, in base alle dichiarazioni stesse di Isidoro al discepolo Braulione, vescovo di Saragozza (Ep.5), sappiamo che non ebbero la correzione definitiva a causa della sua malattia, per cui egli delegò Braulione stesso a redigerle in una forma corretta. Questo compito di rifinitura fu precisato già in occasione della richiesta che Braulione, nella sua epistola 4, aveva rivolto ad Isidoro chiedendo di inviargli i libri delle Etimologie integri, corretti e ben connessi; molti infatti li possedevano già, ma in forma frammentaria e malconcia. Era una testimonianza dell’avidità con cui l’opera gli venne strappata dallo scriptorium, mentre era ancora in una redazione provvisoria ed approssimativa. Si trattava di un’opera a cui si guardava con un’attesa impaziente, perché andava incontro ad esigenze impellenti: urgeva l’aspirazione a possedere un prontuario preciso che orientasse nell’immensa congerie delle problematiche che la pratica della vita propone ed impone. Si trattava infatti di una vastissima enciclopedia, alla quale si potesse ricorrere nella prospettiva di trovare la nozione desiderata e di trovarla razionalmente fondata.
Il contenuto è ampiamente tratto da precedenti opere romane e paleocristiane, alcune delle quali a loro volta raccoglievano materiale più antico ancora.
- Libro I: de grammatica; Trivium: grammatica  ·
- Libro II: de rhetorica et dialectica; Trivio: retorica e dialettica  ·
- Libro III: de mathematica; Quadrivio: matematica, geometria, musica, astronomia  ·
- Libro IV: de medicina; medicina  ·
- Libro V: de legibus et temporibus; legge e cronologia  ·
- Libro VI: de libris et officiis ecclesiasticis; Libri ecclesiastici ed officii  ·
- Libro VII: de deo, angelis et sanctis; Dio, angeli e santi: gerarchie del Paradiso e della terra  ·
- Libro VIII: de ecclesia et sectis; La Chiesa cattolica e gli ebrei e le sette eretiche, filosofi (pagani), profeti e sibille  ·
- Libro IX: de linguis, gentibus, regnis, militia, civibus, affinitatibus; lingue, personaggi, sovrani, città e titoli  ·
- Libro X: de vocabulis; etimologia  ·
- Libro XI: de homines et portentis; Umanità, presagi e trasformazioni  ·
- Libro XII: de animalibus; animali ed uccelli  ·
- Libro XIII: de mundo et partibus; Il mondo fisico, atomi, elementi, fenomeni naturali  ·
- Libro XIV: de terra et partibus; Geografia: Terra, Asia, Europa, Libia, isole, promontori, montagne, grotte  ·
- Libro XV: de aedificiis et agris; architettura, lavori pubblici, strade  ·
- Libro XVI: de lapidibus et metallis; metalli e rocce e pietre  ·
- Libro XVII: de rebus rusticis; Agricoltura  ·
- Libro XVIII: de bello et ludis; Termini bellici, giochi, giurisprudenza  ·
- Libro XIX: de navibus, aedificiis et vestibus; navi, case e vestiti  ·
- Libro XX: de domo et instrumentis domesticis; cibo, utensili ed arte decorativa.

I libri da I a III sono dedicati alle Sette arti liberali dell'educazione classica: Grammatica, Retorica e Dialettica (il cosiddetto Trivio); e Matematica, Geometria, Musica, ed Astronomia (il Quadrivio). Queste discipline formavano la spina dorsale d'ogni seria educazione medioevale — donde la loro primaria posizione nelle Etymologiae. Il libro X de vocabulis è l'unico nell'enciclopedia le cui voci sono disposte alfabeticamente; e quantunque esse siano discusse quasi nell'interezza dell'opera, il X è dedicato esclusivamente alle etimologie. Nella ricostruzione degli etimi, Isidoro è talvolta accurato e talaltra meno, e occasionalmente indulge in bizzarrie bell'e buone. Ad esempio, in X apprendiamo il termine per padrone (dominus) derivare da quello per la casa (domus) di cui è possessore — qui Isidoro è senz'altro nel giusto. Altrove, tuttavia, egli ci dice che i termini per orbite oculari e guance (genae) e per ginocchia (genua) si somiglierebbero perché nel ventre materno il nostro corpo si forma rannicchiato, con le ginocchia facenti pressione sul volto. Quantunque i due termini latini si rassomiglino davvero, questa etimologia è decisamente fantasiosa.
In Isidoro l’indagine non mira a stabilire come si dicesse la parola, ma perché si dicesse così: tenta di risalire alla causa, per cui, spiegando una parola, evoca i tratti di una civiltà e quindi i vocaboli sono inseriti nei costumi e nelle istituzioni. Così le suddivisioni, se implicano il grammatico che incasella termini, presuppongono l’uomo che ha visto la complessità degli elementi che ci sono nel mondo reale; il suo è un catalogo, ma anche un panorama. Le Etymologiae sono un mare senza confini di nomi propri e comuni di ogni genere, in un’instancabile ricerca di qualificazioni; vi domina la passione della definizione accanto a quella dell’etimologia, ricercata con ogni mezzo, soprattutto con reali o supposte consonanze foniche. Il fine è quello di scoprire la verità che si percepisce stare dentro a tutte le cose e quindi a tutte le parole. Queste etimologie, spesso nulle (perché sono detratte dalla parola invece di condurre ad essa), testimoniano uno sforzo di collegamento, che giunge ad essere, in qualche caso, rivelatore, suggeriscono alcuni aspetti spesso ignorati delle cose, naturalmente pagati con una selva di stravaganze. Imponente è la quantità di vocaboli che Isidoro elenca, sempre in un incessante sforzo di definirli. Egli tutto interroga e ha l’impressione che tutto gli risponda.
Quanto ai modelli, Isidoro si richiama spesso a Varrone. In I, 33 dichiara esplicitamente di seguire lo stile di Donato. Inoltre, per l’enorme lavoro di invenzione del materiale, raccolta, selezione, schedatura, distribuzione e formulazione gli si può accostare Plinio il Naturalista. Ma, più di tutti, Isidoro vede in Agostino il suo modello e il suo garante, soprattutto sul piano dello stile: le sue frasi, sempre brevi, sono costruite su un lessico che, al di fuori di tecnicismi, è quello abituale, senza ricercatezza, ma senza trasandatezze. Aristotele (384 – 322 a.C.) è invece menzionato più d'una dozzina di volte, quantunque sia probabile Isidoro non lo avesse mai letto — frammenti, con maggiori probabilità, ne sono presi in prestito da opere altrui. È addirittura citato quale fonte Pitagora (571 – 497 a.C. circa), quantunque questi non abbia lasciato nessuno scritto. Autori quali Girolamo, Cicerone, Virgilio e gli altri citati da Isidoro possono essere considerati una vera e propria "auctoritates in prestito" alla sua enciclopedia.

Così di sovente vennero le Etymologiae ricopiate dagli amanuensi e largamente diffuse, che furono di fatto seconde alla sola Bibbia quanto a popolarità tra gli studiosi dell'Europa medioevale. Uno studio sistematico della tradizione manoscritta delle etimologie iniziò con Beeson, sebbene l'edizione critica di Lindsay fu l'inizio di un tentativo di classificare l'abbondante materiale trasmesso di quest'opera. Le Etymologiae furono opera di considerevole influsso per oltre un migliaio d'anni, diffondendosi dalla Spagna, alla Gallia e all'Irlanda, donde nel resto del continente. Lo studioso Beda il Venerabile (673 – 735 circa) le conosceva molto bene; fiorirono altresì sotto il programma culturale carolingio di VIII e IX secolo; furono innumerevolmente ricopiate da amanuensi in tutta Europa, e ne sopravvivono migliaia di manoscritti. L'enciclopedia fu inoltre una delle prime opere di letteratura medioevale a esser stampata — per la prima volta nel 1472. Essa fu di diretta influenza sui voluminosi dizionari ed enciclopedie del tardo Medioevo, e, durante tutto il periodo, Isidoro venne ritenuto insigne autorità. G. Chaucer (1343 – 1400 circa) aveva familiarità con le Etymologiae, e le cita indirettamente nel Racconto del Parroco (Parson's Tale) dei suoi Canterbury Tales. Lo stesso Dante (1265 – 1321) nella Divina Commedia pose il famoso e riverito Isidoro nel Paradiso, nel Cielo del Sole riservato alle anime dei sapienti che avevano illuminato il mondo col loro intelletto. 

##### Isidoro e la musica
Nella disquisizione sul Quadrivium (libro III, cap. 24), Isidoro seguì Cassiodoro definendo la musica come «la disciplina che tratta i numeri in relazione agli stessi numeri che si trovano sul suono».
Seguendo, ancora, Cassiodoro, riprende le tre parti della musica: armonia, ritmo e metrica (libro III, cap. 18). Proseguì con Agostino (libro III, cap. 19) seguendone gli insegnamenti e mutuando la triplice natura della musica: «la prima è armonica, che consiste nel cantare; la seconda è organica, ed è prodotta dal respiro; la terza è ritmica, dove nella musica è prodotta dall'impulso delle dita». Esaminando, però, nel dettaglio questa triplice distinzione, si potrà entrare nella peculiarità del singolo significato che Isidoro ne volle attribuire, ossia:
- Natura Armonica: è l'arte di modulare la voce negli attori, ma anche in coloro che cantano. È verberatus, ossia "l'aria battuta dal fiato", e coaptatio, ossia disposizione ordinata di molti suoni, ed è tipica di esseri umani ed animali. L'uso del termine voce però, viene impropriamente esteso anche agli altri esseri e agli strumenti.
- Natura Organica: è specifica degli strumenti che suonano attraverso l'aria soffiata, come la zampogna (calamus), i pifferi (fistulae), gli organi, i flauti (tibiae), ecc. Partendo dall'assunto che "Organo" indica tutte le "canne musicali" (vasa), questi strumenti che emettono voce hanno origini e funzioni diverse. La tromba: inventata dagli Etruschi è più volte citata nell'Eneide e nella Bibbia; i flauti, inventati in Frigia e per lo più con funzione celebrativa nei funerali, erano denominati tibiae perché derivavano dalle tibie dei cervi e dagli stinchi dei cerbiatti; le zampogne derivano la loro denominazione da un albero, e da calendo, ossia "effondere suoni"; il piffero, si dice sia stato inventato da Mercurio, altri dicono da Fauno. Ma è detto fistula in quanto emette suono.
- Natura Ritmica: riguarda le corde e la percussione.

La gamma di strumenti considerata da Isidoro, comprende vari tipi di cetre (citharae), il timpano, il sistro, il cembalo e le coppe (vasi d'argento). Per le corde si fa riferimento alla cetra, ossia quello strumento che riproduce il petto dell'uomo; il suo uso, secondo i Greci, è stato scoperto da Apollo. A loro volta, le corde (chordae) derivano da "cuore" (corde, appunto), «perché il colpo sulla corda della cetra è come il battito del cuore nel petto». Ma l'inventore vero e proprio della cetra è stato Tubal.
Le varie tipologie di cetra, però, hanno preso nomi e caratteristiche diverse differenziandosi in particolar modo per il numero delle corde. Infatti, la cetra antica aveva sette corde, tutte con suono differente per coprire l'intero ambito della voce e per riprodurre i suoni del cielo dovuti ai sette movimenti. Col tempo però, il numero delle corde fu moltiplicato e ne cambiò il materiale di costruzione. Gli antichi denominarono la cetra fidicula o fidicen perché richiamava idealmente la fides concorde con cui gli uomini si univano in un Credo comune. Il salterio (volgarmente canticum) per la sua consonanza col coro, deriva il suo nome da psallere, quindi "cantare". Ha la forma a delta e si differenzia dalla cetra per la posizione della cassa di risonanza concava, difatti qui è riportata in alto rispetto alle corde, mentre per la cetra si trova in basso. La variante ebrea, conta dieci corde, in allineamento con il Decalogo della loro legge.
La lira è così chiamata per la varietà dei suoni, quindi il "parlare follemente". Si dice che i musici, nei loro racconti fantastici, abbiano immaginato questo strumento tra le costellazioni per l'amore allo studio e la gloria della poesia. Sulla sua origine, una leggenda narra che Mercurio, dopo l'essiccazione del Nilo, ritrovò il guscio putrido di una tartaruga con i nervi ancora tesi e da qui ne ebbe l'ispirazione per creare uno strumento gradito ad Orfeo. Il timpano è così chiamato perché è la metà di un tamburo (symphonia) e la sua forma a metà richiama una mezza perla. Infatti, da una parte è posizionata la membrana che si percuote con un bastoncino, e dall'altra c'è il telaio di legno. I cembali, sono coppe che suonano quando si toccano tra loro. Si usano soprattutto per portare il tempo nella danza (ballematia). Il sistro, deve il suo nome alla Regina d'Egitto Iside che l'ha inventato. Usato per questo motivo anche dalle donne, funge da richiamo per l'esercito delle Amazzoni. Il campanello deriva il suo nome dal modo di suonarlo, tintinnabulum appunto. Infine, il tamburello ossia symphonia, è composto da due membrane che danno il grave e l'acuto, in quanto si può suonare da entrambi i lati.
Isidoro però, intravedeva anche un ordine razionale della musica che serviva a quantizzarne la perfezione. Detto ordine è mutuato dal movimento delle sfere celesti, e nel microcosmo assume un valore indescrivibile perché è parte dei misteri fisici e divini incomprensibili all'uomo. Tale perfezione, detta anche le metra dell'arsi e della tesi, e cioè le misure dell'elevazione e dell'abbassamento.
Isidoro fece risalire la sua concezione della musica e della natura numerica del creato al pitagorico Nicomaco di Gerasa, che aveva influenzato anche il pensiero di Boezio e di Cassiodoro. Dagli stoici aveva ereditato la tradizionale tripartizione della filosofia in logica, fisica e etica, disciplina che intese come finalizzata a penetrare la realtà delle cose. Non scrisse molto di etica, salvo la derivazione della struttura del sapere dall'Etica Nicomachea di Aristotele (come rivista dal Capella).
Nelle Etymologiae si dedicò a studiare l'origine dei nomi dei numeri. Condivise con il neoplatonismo medievale la gerarchia delle creature spirituali e la teoria della corrispondenza dei nomi con l'essenza delle cose, riconducendo la logica nell'alveo della fisica.

#### De differentiis libri II
Le Differenze sono la prima opera isidoriana citata nella Renotatio di Braulione di Saragozza, e mostrano non pochi problemi di interpretazione: i libri di cui si compongono presentano infatti una storia della tradizione del testo perlopiù indipendente, e si caratterizzano per orientamenti e finalità differenti. Il primo libro è un trattato che si occupa di spiegare le differenze linguistiche che intercorrono tra vocaboli in apparenza simili, mentre il secondo ha carattere religioso e filosofico.

#### De natura rerum
È un trattato che si propone di presentare un abbozzo di cosmologia, illustrandone gli elementi essenziali. Non ha un carattere organico che aspiri ad una completezza sistematica; si direbbe piuttosto che segua un cammino di temi ai quali l’autore ha cercato di dare una qualche connessione nello sviluppo delle trattazioni.
L'opera parte dal particolare per arrivare al generale. Inizia con il tempo, che ci condiziona con la sua successione di giorni e notti, i quali si dispongono in settimane, mesi, anni, ritmandosi in stagioni segnate da solstizi ed equinozi. Questi affacciano l’uomo sul mondo e sulle sue componenti, a cominciare dal cielo, nel quale ruotano i pianeti e soprattutto il sole e la luna: ne scaturisce un esame della loro natura, del loro corso, del carattere della loro luce e del meccanismo che ne determina le eclissi. Più lontano stanno gli astri con la loro luce, con lo scenario delle stelle cadenti e con il problema curioso, ma anticamente dibattuto con serietà, se le stelle abbiano un’anima, se siano cioè rette da nature angeliche. Isidoro tratta del tuono, del fulmine, dell’arcobaleno e poi delle nubi, della pioggia, dei venti e dei segni che preannunciano le condizioni meteorologiche. Dall’ambito della vita terrestre, che tra le varie vicissitudini annovera anche la peste, si sposta sul mare, descrivendone le maree e i quesiti: perché esso non cresce, nonostante l’apporto dei fiumi? Perché le sue acque sono salate? L’accenno al mare lo porta al Nilo, che il nostro lascia per tornare alla terra, alla sua collocazione nello spazio e all’enigma del suo equilibrio, pur essendo appoggiata sull’aria, stabile nell’universo, essa è però precaria in se stessa, come testimoniano i terremoti, le eruzioni vulcaniche (tra le quali in particolare spiccano quelle dell’Etna).
Isidoro è preciso nelle sue spiegazioni. Più che un trattato, il De natura rerum può essere definito una passeggiata lungo la quale si assiste agli spettacoli più avvincenti. Con una semplicità di concetti e di stile, Isidoro descrive manifestazioni della natura, introducendo nei fenomeni fisici richiami storici ed eventuali trasposizioni allegoriche, che conferiscono loro un sentore di vita e delle cose gli sfondi e i riflessi. L’autore interpreta il mondo come dimora dell’uomo e in cui la vita dell’uomo si mostra nella sua dipendenza e insieme nella sua responsabilità; nella fissità atona del cosmo si inserisce la contingenza degli usi umani che passano col tempo e delle vicissitudini vegetative delle piante che percorrono i loro cicli. La natura, nelle sue leggi e nella sua evoluzione è un dato concreto, di per sé indipendente dall’uomo, ma sempre in connessione con lui, perché, nei suoi traslati allegorici, lo rappresenta. La natura finisce allora per animarsi a commento della vita umana, facendosi anche tacita ma rigorosa ammonitrice.

### Opere esegetiche
Le principali opere esegetiche attribuite ad Isidoro con una certa sicurezza sono le Allegoriae quaedam Sacrae Scripturae, il De Ortu et Obitu Patrum e i Prooemia in libros Veteris ac Novi Testamenti, che insieme formano una sorta di trittico relativo all’interpretazione delle Sacre Scritture e hanno una diffusione spesso unitaria nella tradizione.
I Prooemia sono un accessus alla Bibbia, mentre il De Ortu et Obitu Patrum e le Allegoriae forniscono, rispettivamente, da una parte alcune notizie storiche e biografiche, dall’altra il significato allegorico e morale dei principali personaggi dell’Antico e Nuovo Testamento. Il De Ortu et Obitu Patrum si rivolge quindi al senso storico delle Scritture, mentre le Allegoriae ne danno un’interpretazione spirituale. Il testo delle Allegoriae, inoltre, testimonia la presenza di un profondo legame con le Quaestiones in Vetus Testamentum.

#### Allegoriae quaedam Sacrae Scripturae (De Nominibus Legis et Evangelii)
Le Allegoriae sono un ricco commentario composto da 250 brevissimi paragrafi, che passano in rassegna vari personaggi biblici contenuti nei due Testamenti, fornendo interpretazioni tipologiche delle diverse figure e indicandone i significati profetici.

#### De Ortu et Obitu Patrum
Il De Ortu et Obitu Patrum è un opuscolo esegetico composto dalla collezione di piccole biografie riferite a diversi personaggi delle Sacre Scritture.

#### In Libros Veteris ac Novi Testamenti Prooemia
I Prooemia sono quaranta introduzioni sui diversi libri della Bibbia, precedute da una riflessione sul numero dei testi sacri e sull’ordine canonico. Per ogni libro, Isidoro compone uno schematicissimo riassunto del contenuto caratterizzato da uno spiccato allegorismo.

#### Quaestiones in Vetus Testamentum
Le Quaestiones sono un commentario esegetico, soprattutto di ispirazione allegorica, dei principali libri dell’Antico Testamento, in particolar modo del Pentateuco.

#### Liber numerorum qui in Sanctis Scripturis occurrunt
Il Liber numerorum qui in Sanctis Scripturis occurrunt, secondo l’elenco di Braulione, è un trattato sul simbolismo dei numeri all’interno delle Sacre Scritture.

#### Altre opere esegetiche
Tra le altre opere di dubbia attribuzione si segnalano il Prologus in librum sedecim prophetarum e la Praefatio in Psalterium. Quest’ultima opera è trasmessa da due soli codici: il riferimento a Isidoro si incontra negli explicit. Nel testo l’autore si presenta in prima persona e annuncia il tentativo di correzione del libro dei Salmi, su imitazione di Origene, a partire da due versioni latine. Il prologo lascia dunque pensare che inizialmente sia stato copiato all’inizio di un doppio salterio latino in due colonne, situazione che però non è rappresentata dalla realtà materiale dei codici superstiti del prologo.

### Opere dogmatiche

#### De fide catholica contra Iudaeos
Il De fide catholica contra Iudaeos è un’opera dogmatica in due libri dedicata da Isidoro alla sorella Fiorentina e finalizzata a mettere in luce la fallacia delle credenze giudaiche attraverso il ricorso a testimonianze scritturali.

#### Sententiarum libri III
I tre libri delle Sentenze sono, dopo le Etimologie, l’opera più letta di Isidoro, conservata in più di cinquecento manoscritti. Pierre Cazier le ha definite “il coronamento di tutta la vita di Isidoro, di tutto il suo insegnamento pastorale, la sua opera più personale, quella che meglio traduce il suo progetto di Vescovo per la Chiesa del suo tempo; in qualche modo, il suo testamento spirituale”.

#### Synonima
I Synonima o Soliloquia sono, dopo le Etymologiae e le Sententiae, la terza opera di Isidoro più copiata durante il Medioevo, e sono stati definiti da Braulione di Saragozza come “I due libri dei Sinonimi con i quali, attraverso un'esortazione della ragione, sollevava l'anima, per consolarla e farle sperare di ricevere il perdono”.

### Opere storiche

#### Chronica
Isidoro si propose di narrare la cronologia dall’inizio del mondo fino all’imperatore Eraclio e al re Sisbeuo, collocando a fianco della narrazione la successione delle date. Si tratta di una tavola cronologica che, partendo da Adamo, elenca il susseguirsi delle generazioni rifacendosi alle età indicate nella Bibbia. Con la nascita di Abramo apre la sincronia con la storia profana: in quel tempo in Assiria regnò Nino (par.31); accanto ad Isacco pone l’inizio dei re greci con Inaco (par.35) ed in seguito continua i sincronismi con il mondo pagano. Comunica che al tempo di Debbora per primo regnò sui Latini Pico, che si disse figlio di Saturno (par.76). inserisce anche personaggi mitici classici (Cecrope par.49), mitologici (Ippocentauri par.67) e simbolici (Cerbero par. 68). Fissa il tempo in cui Apollo inventò l’arte della divinazione (par.74), segnala quando acquistarono fama Eschilo, Pindaro, Sofocle, Euripide (par.174), Ippocrate (180), Demostene (187), Aristotele (188), Platone (189), quando nacquero Virgilio e Orazio (229), quando divenne celebre Ireneo di Lione (280) e prosegue con gli altri grandi dottori della Chiesa latina. Non si rinchiude nella storia civile e militare, ma inserisce come importanti anche esponenti della cultura e dell’arte.
Isidoro iniziò con tavole sinottiche ben attrezzate di sincronismi, ma non vi si soffermò, quelle erano infatti ossature su cui bisognava costruire. Proseguì dunque verso il genere storico con la Historia Gothorum Wandalorum Sueborum che arriva fino all’anno 624. L’opera incomincia con il De laude Spaniae, esaltazione della Spagna, nella quale si accentrano pregi di ogni tipo, dalla fertilità delle terre alla pescosità delle spiagge, dalla dolcezza del clima alla ricchezza mineraria, dai torrenti che trasportano pepite d’oro alla lana tinta di porpora. Il tutto culmina col felice dominio dei Goti. Segue la Storia dei Goti per tappe essenziali ma con i fatti sempre esposti in una luce favorevole ai Goti. Arriva fino al magnanimo Alarico nel sacco di Roma (parr.15-17), ma non manca di rilevare l’immediata punizione divina per le empietà commesse (parr.42-46). Loda le vittorie di Leovigildo, ma ne denuncia le persecuzioni contro i cristiani. Rivolge un’alta celebrazione alla sapienza civile e religiosa di Recaredo, che si convertì con tutto il popolo al cattolicesimo (parr.52-56) e dell’amico Sisebuto critica le persecuzioni contro i Giudei (par. 60). Quanto ai Vandali, li osserva nella loro invasione della Spagna insieme ad Alani e Svevi, li incolpa di violenze e distruzioni (par.72, p. 295) e ci informa sulla loro successiva sistemazione: i Vandali e gli Svevi in Galizia, gli Alani in Lusitania e nella Cartaginense, i Vandali nella Betica (par.73). Non tralascia di ricordare i castighi che Dio irrogò ai nemici della fede: Gunderico, re dei Vandali, per aver proteso le sue mani sacrileghe sulla Chiesa di Spali, nella Betica, per giudizio di Dio morì demonio correptus (par.73); Unerico, figlio di Genserico, ariano accanito, perseguitò i cattolici per tutta l’Africa con crudele violenza, ma nell’ottavo anno del suo regno morì, spandendo miseramente le viscere (parr.78-79). Nella Storia degli Svevi rammenta la conversione al cattolicesimo di Recciario (par. 87) e quella definitiva del popolo con il re Teodemiro, per azione di Martino, vescovo del monastero di Dumio. È un elenco asciutto di operazioni militari, successioni regali e tappe nello sviluppo della situazione religiosa per quanto concerne i rapporti tra ariani e cattolici.

#### De viris illustribus
L'opera va da papa Sisto a Massimo di Saragozza. Isidoro non è interessato a fornire indicazioni cronologiche né bibliografiche sugli autori, accenna ai loro scritti in maniera vaga, con una maggior precisione per gli spagnoli. Non caratterizza né i personaggi, né le idee, si limita ad un ragguaglio essenziale sull’opera principale dell’autore e anche i giudizi stilistici vertono su un apprezzamento generico. Non scende a caratterizzazioni specifiche, solo del Crisostomo (par.19) ha una certa informazione, grazie alle sue traduzioni in latino. Tuttavia, man mano che procede col resoconto, Isidoro si mostra più informato: di Fulgenzio di Ruspe (par.27) compie un’analisi precisa sul fondamento di una buona conoscenza delle opere, delle tesi dottrinali e dello stile. Anche di autori seguenti esprime attenti giudizi sullo stile, come Martino di Dumio, di cui dichiara di aver letto De differentiis quattuor virtutum. Di Gregorio Magno tesse un encomio, ricordandone i rapporti con suo fratello Leandro (par.40). Di Giovanni di Bìclaro e di Massimo di Saragozza (parr. 44 e 46) afferma di sapere che scrissero molto, ma di non averli letti.

### Opere varie

#### De Ecclesiasticis Officiis
Il De Ecclesiasticis Officiis è un trattato che racchiude informazioni relative alla liturgia e alle norme ecclesiastiche.

#### Regula Monachorum
La Regula Monachorum è un piccolo opuscolo in 25 capitoli preceduto dalla dedica ai fratelli del monastero Honorianense.

#### Epistulae
I codici antichi trasmettono 13 Epistulae sotto il nome di Isidoro di Siviglia: sei lettere a Braulione di Saragozza; una lettera al re Sisebuto; una lettera ad Elladio, vescovo di Toledo; una lettera al vescovo Eugenio; una lettera a Massona, vescovo di Merida; una lettera a Leodefrido, vescovo di Cordova; una lettera al duca Claudio di Merida; una lettera ad un diacono di nome Redemptus.

#### Versus
I Versus Isidori sono composti da 27 poemi in distici elegiaci. Alcuni di essi furono copiati sui muri e gli armadietti dove venivano conservati i manoscritti della Biblioteca del Palazzo Episcopale di Siviglia ai tempi di Isidoro (da I a XV), altri decoravano l’infermeria episcopale (da XVI a XVIII), la farmacia o la sala in cui si preparavano i medicamenti (da XIX a XXIV), e lo scriptorium (da XXV a XXVII).

## Patrono della Rete

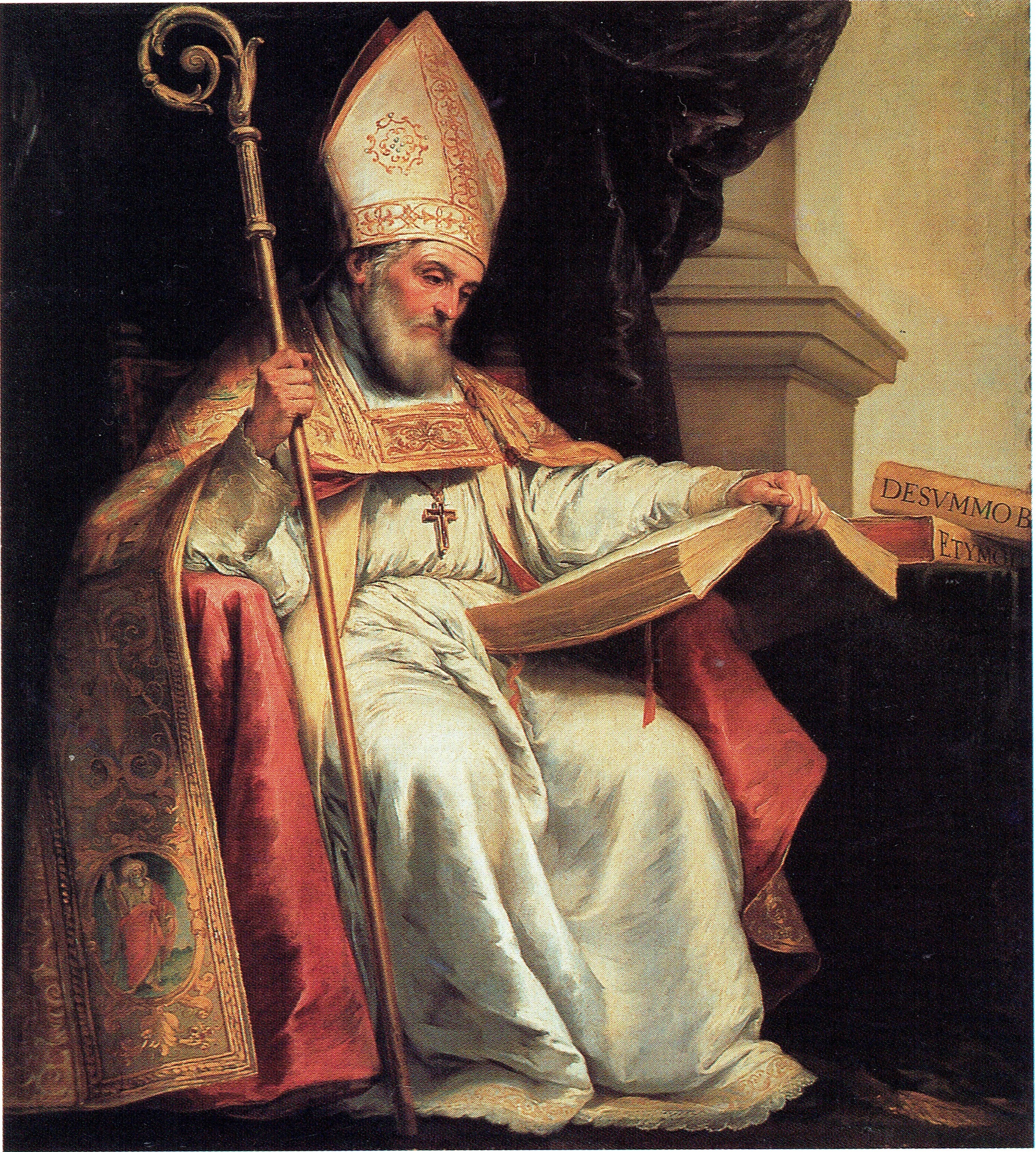
Sant'Isidoro di Siviglia, ritratto immaginario di Murillo.

Papa Giovanni Paolo II lo ha designato nel 2002 come patrono di Internet e di chi ci lavora, essendo stato l'autore della prima enciclopedia mai scritta (antesignana di Internet, attraverso cui è possibile accedere a tutto lo scibile umano, e dei database, in quanto raccolte di dati ordinati e classificati). Nel 1999 era stato un movimento spontaneo di utenti cattolici di internet a sollevare la proposta e sollecitarne l'accoglimento in Vaticano.
Informalmente era già stato considerato patrono dell'Academia de Ciencias Eclesiasticas di Madrid.

### Edizioni
- Braulio de Zaragoza, La Renotatio librorum domini Isidori. Introducción, edición crítica y traducción, ed. J.C. Martín Iglesias, San Millán de la Cogolla, 2004.
- Braulionis Ceseraugustani Epistulae et Isidori Hispalensis Epistulae ad Braulionem. Braulionis Ceseraugustani Confessio vel Professio Iudaeorum civitatis Toletanae, ed. R.M. Franco e J.C. Martìn Iglesias, Turnhout, 2018.
- Divi Isidori Hispalensis archiepiscopi Sententiarum libri III, ed. G. de Loaysa, Torino, 1593.
- Divi Isidori Hispalensis episcopi opera omnia, ed. J. Grial, Madrid, 1599.
- Epistolario de San Braulio. Introducción, edición crítica y traducción, ed. L. Riesco Terrero, Siviglia, 1975.
- Ildefonsi Toletani Episcopi. De virginitate Sanctae Mariae. De cognitione Baptismi. De itinere deserti. De viris illustribus, ed. V. Yarza Urquiola e C. Codoñer, Turnhout, 2007.
- Isidore de Séville, Les Allegoriae. Édition critique, traduction et commentaire. Thèse pour l'obtention du diplôme d'archiviste-paléographe, ed. D. Poirel, Parigi, 1985.
- Isidore of Seville, Étymologies, livre IX: les langues et les groupes sociaux, ed. M. Reydellet, Parigi, 1984.
- Isidore of Seville, Étymologies. Book 2. Rhetoric, ed. P.K. Marshall, Parigi, 1983.
- Isidore of Seville, Étymologies. Livre 12. Des animaux, ed. J. André, Parigi, 1986.
- Isidore of Seville, Étymologies. Livre XVII. De l'agriculture, ed. J. André, Parigi, 1981.
- Isidore of Seville, The Letters of St. Isidore of Seville, ed. G. B. Ford jr., Amsterdam, 1970.
- Isidori Hispalensis Chronica, ed. J.C. Martín Iglesias, Turnhout, 2003.
- Isidori Hispalensis Episcopi Etymologiarum siue Originum Libri XX, ed. W. M. Lindsay, Oxford, 1911.
- Isidori Hispalensis episcopi Liber differentiarum [II], ed. M. A. Andrés Sanz, Turnhout, 2006.
- Isidori Hispalensis episcopi Synonyma, ed. J. Elfassi, Turnhout, 2008.
- Isidori Hispalensis Versus, ed. J.Mª. Sánchez Martín, Turnhout, 2000.
- Isidoro de Sevilla, De uiris illustribus, estudio y edición crítica, ed. C. Codoñer, Salamanca, 1964.
- Isidoro de Sevilla, Diferencias. Introducción, edición crítica, traducción y notas, ed. C. Codoñer, Parigi, 1992.
- Isidoro de Sevilla, Las Historias de los Godos, Vándalos y Suevos de Isidoro de Sevilla. Estudio, edición crítica y traducción, ed. C. Rodríguez Alonso, León, 1975.
- Isidoro de Sevilla. Etimologías. Libro XIX. De naves, edificios y vestidos, ed. M. Rodríguez-Pantoja, Parigi, 1995.
- Isidorus Hispalensis, De ecclesiasticis officiis, ed. Ch.M. Lawson, Turnhout, 1989.
- Isidorus Hispalensis, De fide catholica contra Iudaeos I, ed. V. Ph. L. Ziolkowsky, Saint-Louis, 1982.
- Isidorus Hispalensis, De ortu et obitu Patrum, ed. C. Chaparro Gómez, Parigi, 1985.
- Isidorus Hispalensis, Le livre des nombres. Liber numerorum, ed. J.Y. Guillaumin, Parigi, 2005.
- Isidorus Hispalensis, La Regla de monjes de San Isidoro de Sevilla, ed. J. Campos, Madrid, 1971.
- Isidorus Hispalensis, Sententiae, ed. P. Cazier, Turnhout 1998.  Isidorus Hispalensis, Versus, ed. Ch.H. Beeson, Monaco, 1913.
- S. Isidori Hispalensis Episcopi De Haeresibus liber, ed. A.C. Vega, El Escorial, 1940.
- S. Isidori Hispalensis Episcopi Hispaniarum doctoris opera omnia, ed. F. Arevalo, Roma, 1797-1803.
- San Isidoro de Sevilla, Etimologías: edición bilingue; ed. J. Oroz Reta, M. A. Marcos Casquero, M. C. Díaz y Díaz, Madrid, 2004.
- Scripta de vita Isidori episcopi Hispalensis (Braulio Caesaraugustanus, Redemptus Hispalensis, Anonymus), ed. J.C. Martìn Iglesias, Turnhout, 2006.
- W. Gundlach, Monumenta Germaniae Historica, Epistolarum tomus III, Epistolae Merowingici et Karolini Aevi, Berlino, 1892.

### Studi
- A. Hernández Parrales, El XIV centenario del nacimiento de san Isidoro, arzobispo de Sevilla, in Boletín. Instituto de Estudios Giennenses 23 (1960), pp. 9–31.
- A. Motta, Prolegomeni alla filosofia di Platone, Roma, 2014.
- B. Blumenkranz, Les auteurs chrétiens latins du Moyen Age. Sur les Juifs et le judaisme, Parigi, 1963.
- Clavis Patristica pseudepigraphorum Medii Aevi, a cura di I. Machielsen, Turnhout, 1994.
- Clavis Patrum Latinorum qua in Corpus Christianorum edendum optimas quasque scriptorum recensiones a Tertulliano ad Bedam commode recludit, a cura di E. Dekkers ed E. Gaar, Turnholti, 1995.
- Concilios visigóticos e hispano-romanos, a cura di J. Vives, T. Marín Martínez, G. Martínez Díez, Barcellona-Madrid, 1963.
- D. Poirel, Un manuel d'exégèse spirituelle au service des prédicateurs: les «Allegoriae» d'Isidore de Séville, in Recherches Augustiniennes et Patristiques 33 (2003), pp. 95–107.
- D. J. Uitvlugt, The Sources of Isidore's Commentaries on the Pentateuch, in Revue Bénédictine 112 (2002), pp. 72–100.
- Dictionnaire de spiritualité: ascetique et mystique, doctrine et histoire, a cura di M. Viller, F. Cavallera, J. de Guibert, vol. VII/2, Parigi, 1971.
- E. Flórez, España sagrada. Teatro geográfico-histórico de la Iglesia de España, Madrid, 1797.
- F. Dolbeau, Deux opuscules latins relatifs aux personnages de la Bible et antérieurs à Isidore de Séville, in Revue d’histoire des textes 16 (1986), pp. 83–139.
- F. Trisoglio, Introduzione a Isidoro di Siviglia, Brescia, 2009.
- F. Trisoglio, Isidoro, La natura delle cose, Roma, 2001.
- H. Sajus, Les Prooemia d'Isidore de Séville. Etablissement du texte et étude de la tradition manuscrite, Memoire de maîtrise inédite, a cura di J. Fontaine, Parigi, 1986-1987.
- J. Adalma, Indicaciones sobre la cronología de las obras de San Isidoro, in Miscellanea Isidoriana: homenaje a S. Isidoro de Sevilla en el XIII centenario de su muerte 636 - 4 de abril – 1936, pp. 57–89.
- J. Campos, Regla de San Isidoro. Introducción, in Santos Padres Españoles II. San Leandro, San Isidoro, San Fructuoso. Reglas monásticas de la España visigoda. Los tres libros de las Sentencias, Madrid, 1971.
- J. Elfassi, Les Synonyma d’Isidore de Séville: un manuel de grammaire ou de morale? La réception médiévale de l’œuvre, in Revue d’études augustiniennes et patristiques 52 (2006), pp. 167–198.
- J. Fontaine, Genèse et originalité de la culture hispanique au temps des Wisigoths, Turnhout, 2000.
- J. Fontaine, Isidore de Séville. Traité de la nature, Bordeaux, 1960.
- J. C. Martín Iglesias, Las fuentes de las Allegoriae quaedam sanctae scripturae (CPL 1190) de Isidoro de Sevilla, in Euphrosyne 46 (2018), pp. 143–179.
- J. C. Martín Iglesias, Réflexions sur la tradition manuscrite de trois œuvres d'Isidore de Séville: le De natura rerum, la Regula monachorum et le De origine Getarum, Vandalorum, Sueborum, in Filologia Mediolatina 11 (2004), pp. 205–263.
- La Hispania visigótica y mozárabe: dos épocas en su literatura, a cura di C. Codoñer, Salamanca, 2010.
- La trasmissione dei testi latini del Medioevo, a cura di P. Chiesa e L. Castaldi, voll. 1,2, Firenze, 2004-2005.
- M. Gorman, The Commentary on the Pentateuch attributed to Bede in PL 91.189-394, in Revue Bénédictine 106 (1996), pp. 300–302.
- M. Gorman, The  Diagrams in the Oldest Manuscripts of Isidore's De natura rerum with a Note on the Manuscript Traditions of Isidore's Works, in Studi Medievali 11 (2001), pp. 529–545.
- M. A. Andrés Sanz, Prólogo, manual y enciclopedia: los Prooemia y las Etymologiae de Isidoro de Sevilla, in Voces 21 (2010), pp. 25–35.
- M.C. Díaz y Díaz, Aspectos de la tradición de la Regula Isidori, Studia Monastica 5 (1963), pp. 25–57.
- M. C. Díaz y Díaz, Index scriptorum latinorum medii aeui hispanorum, Salamanca, 1958-1959.
- M .C. Díaz y Díaz, The Lerins Manuscript of the Isidorian Rule: an Addition and a Partial Retraction, Classical Folia 21 (1967), pp. 143–157.
- R. E. McNally, Isidoriana, in Theological Studies 20 (1959), pp. 432–442.
- R. E. McNally, The Pseudo-Isidorian De Vetere Et Novo Testamento Quaestiones in Traditio 19 (1963), pp. 37–50.
- R. E. Reynolds, The ‘Isidorian’ Epistula ad Leudefredum: An Early Medieval Epitome of the Clerical Duties, in Mediaeval Studies 41 (1979), pp. 252–330.
- R. E. Reynolds, The 'Isidorian' Epistula ad Leudefredum: Its Origins, Early Manuscript Tradition, and Editions, in Visigothic Spain: New Approaches, ed. E. James, Oxford, 1980.
- R. E. Reynolds, The ‘Isidorian’ Epistula ad Massonam on Lapsed Clerics: Notes on Its Early Manuscript and Textual Transmission, Paderborn, 2000.
- R. M. Franco, Posteridad literaria de las epístolas de Braulio de Zaragoza e Isidoro de Sevilla: siglos VIII-XII, in Latomus 71 (2012), pp. 1102–1124.
- R. M. Franco, Tópicos de los prólogos en las cartas introductorias a las Etymologiae de Isidoro de Sevilla, in Acme 67 (2014), pp. 109–32.
- W. Drews, The Unknown Neighbour: The Jew in the Thought of Isidore of Seville, Brill-Leiden-Boston, 2006.